# Arrhenia spathulata
Espèce
Arrhenia spathulatha est une espèce de champignons basidiomycètes de la famille des Tricholomataceae.